# 武汉城市学院
武汉城市学院是位于湖北省的一所普通高等民办院校，学校于2002年7月成立，前身是武汉科技大学城市学院。
学校分为两个校区，校本部位于武汉市东湖生态旅游风景管理区黄家大湾1号；黄冈市红安校区位于湖北省黄冈市红安县觅儿镇金山大道18号。